# Kinmei
Car Kimmei jap. 欽明天皇 Kinmei-tennō 509. – 571. je bio 29. car Japana, 
Navodi se kako je vladao od godine 539. do 571.
Zbog kontradiktornih navoda Nihon Shokija, dio povjesničara vjeruje da Kimmei vladao na dvoru koji je bio suparnički njegovim prethodnicima - carevima Ankanu i Senki.  Ipak, većina se slaže da je Senka bio njegov stariji brat, odnosno prema tradiciji je carem postao tek nakon njegove smrti. Po stupanju na prijestolje je svoje sjedište premjestio u palaču Shikishima no Kanazashi (磯城嶋金刺宮) u provinciji Yamato.
Najvažniji događaj Kimmeijeve vladavine je bio dolazak Budine statue koju je godine 552. kao poklon na njegov dvor poslao Song Myong (聖明王, Seimei Ō), kralj korejske države Paekche zajedno s velikim brojem zanatlija i redovnika. Taj se događaj tradicionalno smatra početkom uvođenja budizma u Japan.
Dolazak nove religije na carski dvor je, pak, izazvao duboki raskol između dva klana - Mononobe, koji je nastojao održati štovanje japanskih tradicionalnih božanstava - Soga, koji su se zalagali za uvođenje budizma. Prema predaji, nedugo nakon što su pripadnici klana Soga počeli službeno štovati Budinu statuu, došlo je do epidemije kuge. Mononobe su to odmah protumačili kao kaznu tradicionalnih božanstava zbog štovanja stranog boga. Mononobe no Okoshi je zbog toga Budinu statuu bacio u rijeku Naniwa i spalio hram izgrađen od klana Soga.
Povjesničari vladavinu Kimmeija upravo zbog dolaska budizma tradicionalno smještaju u razdoblje Asuka, iako je on dobio ime po palači Asuka u koju će se carevi naseliti tek nakon njegove smrti.